# 순천시·승주군
순천시·승주군은 대한민국의 옛 국회의원 선거구이다. 당시 전라남도 순천시와 승주군 지역을 관할했다.

## 역사
제6대 국회의원 선거를 앞두고 순천시 선거구와 승주군 선거구가 통합되면서 신설되었다.
제9대 국회의원 선거를 앞두고 구례군을 편입해 순천시·구례군·승주군 선거구를 이루게 됨에 따라 폐지되었다.

## 역대 국회의원
| 선거   | 정당 | 정당       | 의원   |
| ------ | ---- | ---------- | ------ |
| 1963년 |      | 민주공화당 | 조경한 |
| 1967년 |      | 민주공화당 | 김우경 |
| 1971년 |      | 신민당     | 조연하 |

## 역대 선거 결과

### 대한민국 제6대 국회의원 선거
|  | 36.41% |

|  | 24.66% |

|  | 16.75% |

|  | 13.08% |

|  | 4.83% |

|  | 4.24% |

### 대한민국 제7대 국회의원 선거
|  | 65.24% |

|  | 33.31% |

|  | 0.92% |

|  | 0.51% |

|  | 0% |

### 대한민국 제8대 국회의원 선거
|  | 53.63% |

|  | 45.73% |

|  | 0.44% |

|  | 0.18% |